# Medicina heroica

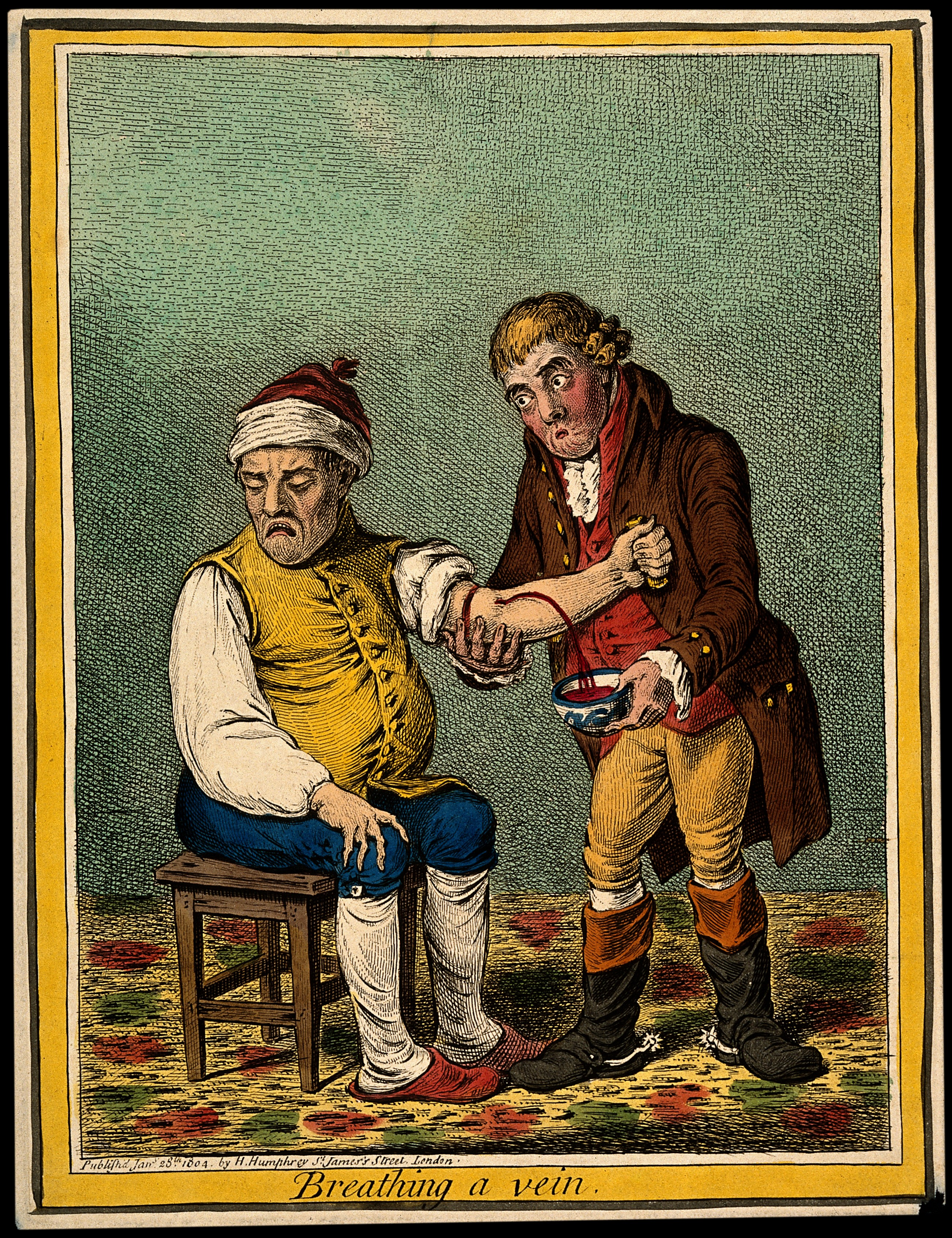
"Respirando una vena", una caricatura de derramamiento de sangre por venesección por James Gillray, 1804

La medicina heroica, también llamada teoría del agotamiento heroico era un método terapéutico que abogaba por un tratamiento riguroso de sangrías, purgas y sudoración para provocar en el cuerpo un "choque" dramático y así devolver la salud al cuerpo al recuperar este su equilibrio. Esto dado que se creía que la enfermedad era causada por un desequilibrio humoral. Esta teoría médica tuvo su auge dentro de la práctica médica ortodoxa en el periodo que se da en llamar "Era de la Medicina Heroica" (1780-1850), perdiendo credibilidad a mediados del siglo XIX cuando se demostró que los tratamientos más suaves eran más efectivos y cuando comenzó a desarrollarse la idea de los tratamientos paliativos.

## Historia
La medicina heroica no tiene una fecha de inicio específica, ya que sus métodos de tratamiento no eran nuevos en el campo de la medicina. El derramamiento de sangre, las purgas y la sudoración estaban firmemente cimentados en la tradición médica desde el advenimiento de la teoría humoral en la época de Hipócrates y Galeno.  Sin embargo la medicina heroica llevó esta metodología al extremo, drenando importantes volúmenes de sangre y ordenando regímenes intensivos de evacuación y sudoración.
A principios del siglo XVII aparecen indicios de metodologías médicas que pueden clasificarse como "heroicos" con el anatomista francés Jean Riolan, el joven y el médico parisino Guy Patin, apodado "Le Grand Saigneur" (el gran sangrador), quien era famoso por sus rigurosos procedimientos, que incluían series intensivas de derramamiento de sangre y administración de senna, una planta con propiedades laxantes. Debido a que la medicina heroica utilizaba técnicas de uso tradicional, es difícil clasificar absolutamente la epistemología terapéutica de un curandero como heroica. Los tratamientos intensivos de derramamiento de sangre se pueden identificar a lo largo de la historia de Estados Unidos, por ejemplo, con William Douglass en Massachusetts abogando por un plan de tratamiento heroico a principios del siglo XVIII. Si bien existían practicantes dispersos que estaban particularmente ansiosos por realizar un tratamiento agresivo, la medicina heroica no se convirtió en una escuela de pensamiento cohesionada hasta más avanzado el siglo XVIII.
Muchos asocian a Benjamin Rush con una abrupta aceptación de las técnicas heroicas en el ámbito de la medicina convencional, especialmente en Estados Unidos. Padre fundador, y creador de Escuela de Medicina Perelman de la Universidad de Pensilvania y conocido como el "Hipócrates estadounidense", Rush era muy respetado y reverenciado en el campo de la medicina. El brote de fiebre amarilla de Filadelfia en 1793 se considera un evento importante en la fusión de la medicina heroica con el curso de las mejores prácticas en la profesión médica.
Rush enseñó a muchos estudiantes que luego llevaron la tradición a otras partes de los Estados Unidos. Aunque variada en su influencia, la medicina heroica se concentró particularmente alrededor de Pensilvania y se extendió a otros lugares. El término "medicina heroica" se acuñó a mediados del siglo XIX para describir el uso de estos tratamientos extremos.
La medicina heroica se utilizó para tratar a George Washington en su lecho de muerte en 1799. Le realizaron sangrías repetidamente y se le administró cloruro de mercurio(I) junto con varias ampolletasas de cantaridina para inducirle sudoración. Washington murió poco después de recibir este riguroso "tratamiento heroico".
La medicina heroica estaba en gran medida en manos de los médicos profesionales, ya que las intervenciones invasivas involucradas estaban más allá de las capacidades de los practicantes más rústicos. Los síntomas no se consideraron como un intento del cuerpo de combatir la enfermedad, sino como una complicación que agravaba la condición del paciente y causaba más daño. Así, los médicos creían que la fiebre debía suprimirse y que cualquier fármaco utilizado debía ser potente y administrado en grandes dosis. Bajo este embate, la medicina doméstica perdió importancia; incluso los tratamientos que habían resultado eficaces en el pasado fueron relegados a los dominios de la "medicina popular" pasada de moda.

### Caída en desuso de la medicina heroica
La medicina heroica pasó a ser menos favorecida con el surgimiento de formas de tratamiento y placebos más seguros, como la hidroterapia y la homeopatía. Incluso durante su apogeo, la medicina heroica se enfrentó a las críticas de los médicos y curanderos de la medicina alternativa, que presionaban a favor de curas más naturales.
Si bien es fácil discutir y cuestionar las implicaciones éticas de un tratamiento tan severo, es importante recordar que en ese período de tiempo los médicos operaban basándose en lo que era su mejor conocimiento del cuerpo y su fisiología. Hubo voces disidentes en ese momento, pero la medicina heroica siguió siendo una parte importante y legítima de la tradición médica hasta mediados del siglo XIX.

## Prácticas
Los tratamientos utilizados por la medicina heroica en sí mismos no eran nuevos en el campo de la medicina. El derramamiento de sangre, las purgas y la sudoración están firmemente cimentados en la tradición médica desde el advenimiento de la teoría humoral en la época de Hipócrates y Galeno. En la cual se creía que la manipulación cuidadosa de las secreciones corporales, como el sangrado y la evacuación, empujaba al cuerpo a volver a su estado natural y saludable ayudando a reequilibrar la delicada homeostasis de los cuatro humores en el cuerpo (bilis negra, bilis amarilla, flema y sangre). El papel del médico en esta tradición era monitorear el cambio de los niveles humorales del cuerpo hasta que el paciente regresara a la normalidad.
La medicina heroica llevaba esta metodología al extremo, drenando importantes volúmenes de sangre y ordenando regímenes intensivos de evacuación y sudoración. No era raro que los médicos se esforzaran por drenar hasta el 80 por ciento del volumen de sangre de un paciente. Asimismo, evacuaciones dramáticas, tanto a base eméticos farmacológicos como de laxantes, inducían la eliminación forzosa de fluidos corporales. Los eméticos y laxantes comúnmente utilizados incluyen la senna y el tártaro emético. La limpieza intestinal general se instigaba con dosis masivas de calomelanos, hasta el punto de producir en ocasiones una intoxicación aguda por mercurio. También se inducía la sudoración mediante la administración de cantaridina y otros diaforéticos.